# Малі Чаки
Малі Ча́ки (рос. Малые Чаки, чув. Кĕçĕн Чак) — присілок у складі Урмарського району Чувашії, Росія. Входить до складу Великочакинського сільського поселення.
Населення — 122 особи (2010; 134 у 2002).
Національний склад:
- чуваші — 97 %